# 20066 Sagov
A 20066 Sagov (ideiglenes jelöléssel (20066) 1993 TM4) egy kisbolygó a Naprendszerben. Spacewatch fedezte fel 1993. október 8-án.